# Альмухаметовский сельсовет
Альмухаметовский сельсовет (баш. Әлмөхәмәтхәмәт ауыл советы ) — сельское поселение в Абзелиловском районе Башкортостана Российской Федерации.
Административный центр — село Целинный.

## История
Статус и границы сельского поселения установлены Законом Республики Башкортостан от 17 декабря 2004 года № 126-з «О границах, статусе и административных центрах муниципальных образований в Республике Башкортостан».

## Население
| 1968  | 2002  | 2009  | 2010  | 2012  | 2013  | 2014  |
| ----- | ----- | ----- | ----- | ----- | ----- | ----- |
| 4615  | ↘3725 | ↗3997 | ↘3522 | ↘3391 | ↘3128 | ↘2970 |
| 2015  | 2016  | 2017  | 2018  |       |       |       |
| ↘2755 | ↗2756 | ↘2709 | ↘2637 |       |       |       |

## Состав сельского поселения
| № | Населённый пункт  | Тип населённого пункта       | Население |
| - | ----------------- | ---------------------------- | --------- |
| 1 | Целинный          | село, административный центр | ↘1404     |
| 2 | Альмухаметово     | деревня                      | ↘659      |
| 3 | Верхнее Абдряшево | деревня                      | ↘458      |
| 4 | Альмухаметово     | деревня станции              | ↘396      |
| 5 | Северный          | деревня                      | ↘292      |
| 6 | Булатово          | деревня                      | ↘155      |
| 7 | Уральский         | деревня                      | ↘77       |
| 8 | Нижнее Абдряшево  | деревня                      | ↘67       |
| 9 | Сухое Озеро       | деревня станции              | ↘14       |